# Canvas (Saariaho)
Pour les articles homonymes, voir Canvas.
Canvas est une œuvre de musique de chambre pour flûte de la compositrice Kaija Saariaho écrite en 1978.

## Contexte et création
Kaija Saariaho écrit Canvas en 1978, alors qu'elle fréquente les plasticiens finlandais. Canvas est la première œuvre pour flûte, qui fait partie de ses instruments favoris, où elle tente de traduire musicalement la pensée de Jean Tinguely, Maurits Cornelis Escher et Marcel Duchamp. L'œuvre est créée le 30 septembre 1978 à Helsinki par Tapio Laivaara.

## Structure
L'œuvre comprend trois parties :
1. Tinguely
2. Escher
3. Duchamp